# Lispocephala atratipes
Lispocephala atratipes är en tvåvingeart som beskrevs av Malloch 1928. Lispocephala atratipes ingår i släktet Lispocephala och familjen husflugor. Inga underarter finns listade i Catalogue of Life.